# Selfish (Atsuko Maeda)
Selfish è l'album di debutto della cantante e attrice giapponese Atsuko Maeda, pubblicato il 22 giugno 2016 dall'etichetta King Records. Ha esordito alla posizione numero 8 della classifica settimanale della Oricon con 170 000 copie vendute.

## Il disco
Il disco è stato pubblicato in quattro edizioni differenti il 22 giugno 2016, a distanza di cinque anni dall'uscita del primo singolo Flower. Le prime tre edizioni sono state rese disponibili anche in formato CD+DVD, quest'ultimo contenente il video musicale della title track Selfish, il making of dello stesso videoclip e le due parti del concerto tenutosi nel 2014 allo Zepp Tokyo.
Il brano Selfish ha fatto da tema musicale per il dorama della TBS Busujima Yuriko no sekirara nikki con protagonista la stessa Maeda. Il singolo Seventh Chord invece fa parte della colonna sonora del film Seventh Code di Kiyoshi Kurosawa.

## Tracce
Edizione A - CD
Testi di Yasushi Akimoto.
1. Selfish – 3:58 (musica: Taisuke Nakamura)
2. Time machine nante iranai (タイムマシンなんていらない?, Taimu mashin nante iranai) – 4:09 (musica: You-me)
3. Sunday Drive – 4:41 (musica: Michio Kawano)
4. Seventh Chord – 4:17 (musica: Jun Watanabe)
5. Tsumetai honoo (冷たい炎?) – 4:08 (musica: Takahiro Yamada)
6. Contact Lens (コンタクトレンズ?, Kontakuto renzu) – 4:01 (musica: Kazunori Watanabe)
7. Kowareta signal (壊れたシグナル?, Kowareta shigunaru) – 4:35 (musica: Motoi Okuda, Kazunori Watanabe)
8. I'm Free – 4:22 (musica: Tatsushi Sugai)
9. Natsukashii hajimete (懐かしい初めて?) – 4:17 (musica: Makoto Wakatabe)
10. Flower – 4:14 (musica: Makoto Wakatabe)
11. Hozue to caffè macchiato (頬杖とカフェ・マキアート?, Hozue to kafe makiāto) – 4:18 (musica: Myu, Teppei Shimizu)
12. Kimi wa boku da (君は僕だ?) – 3:44 (musica: You-me, Hiroshi Sasaki)
13. Kaze no accordion (風のアコーディオン?, Kaze no akōdion) – 3:39 (musica: Michio Kawano, Hiroshi Sasaki)
14. Migikata (右肩?) – 5:04 (musica: Katsuhiko Sugiyama, Yūta Mori)

Edizione A - DVD
1. Selfish (Video musicale)
2. Selfish (Making of)

Edizione B - CD
Testi di Yasushi Akimoto.
1. Selfish – 3:58 (musica: Taisuke Nakamura)
2. Zetsubō no iriguchi (絶望の入り口?) (musica: Chalaza, Yūichi Nonaka)
3. Time machine nante iranai (タイムマシンなんていらない?, Taimu mashin nante iranai) – 4:09 (musica: You-me)
4. Sunday Drive – 4:41 (musica: Michio Kawano)
5. Seventh Chord – 4:17 (musica: Jun Watanabe)
6. Tsumetai honoo (冷たい炎?) – 4:08 (musica: Takahiro Yamada)
7. Contact Lens (コンタクトレンズ?, Kontakuto renzu) – 4:01 (musica: Kazunori Watanabe)
8. Kowareta signal (壊れたシグナル?, Kowareta shigunaru) – 4:35 (musica: Motoi Okuda, Kazunori Watanabe)
9. I'm Free – 4:22 (musica: Tatsushi Sugai)
10. Natsukashii hajimete (懐かしい初めて?) – 4:17 (musica: Makoto Wakatabe)
11. Flower – 4:14 (musica: Makoto Wakatabe)
12. Hozue to caffè macchiato (頬杖とカフェ・マキアート?, Hozue to kafe makiāto) – 4:18 (musica: Myu, Teppei Shimizu)
13. Kimi wa boku da (君は僕だ?) – 3:44 (musica: You-me, Hiroshi Sasaki)
14. Kaze no accordion (風のアコーディオン?, Kaze no akōdion) – 3:39 (musica: Michio Kawano, Hiroshi Sasaki)
15. Migikata (右肩?) – 5:04 (musica: Katsuhiko Sugiyama, Yūta Mori)

Edizione B - DVD
1. Selfish (Video musicale)
2. Maeda Atsuko First Live "Seventh Chord" at Zepp Tokyo (parte 1)

Edizione C - CD
Testi di Yasushi Akimoto.
1. Selfish – 3:58 (musica: Taisuke Nakamura)
2. Yasashii sayonara (やさしいサヨナラ?) (musica: Hitoshi Harukawa, Makoto Wakatabe)
3. Time machine nante iranai (タイムマシンなんていらない?, Taimu mashin nante iranai) – 4:09 (musica: You-me)
4. Sunday Drive – 4:41 (musica: Michio Kawano)
5. Seventh Chord – 4:17 (musica: Jun Watanabe)
6. Tsumetai honoo (冷たい炎?) – 4:08 (musica: Takahiro Yamada)
7. Contact Lens (コンタクトレンズ?, Kontakuto renzu) – 4:01 (musica: Kazunori Watanabe)
8. Kowareta signal (壊れたシグナル?, Kowareta shigunaru) – 4:35 (musica: Motoi Okuda, Kazunori Watanabe)
9. I'm Free – 4:22 (musica: Tatsushi Sugai)
10. Natsukashii hajimete (懐かしい初めて?) – 4:17 (musica: Makoto Wakatabe)
11. Flower – 4:14 (musica: Makoto Wakatabe)
12. Hozue to caffè macchiato (頬杖とカフェ・マキアート?, Hozue to kafe makiāto) – 4:18 (musica: Myu, Teppei Shimizu)
13. Kimi wa boku da (君は僕だ?) – 3:44 (musica: You-me, Hiroshi Sasaki)
14. Kaze no accordion (風のアコーディオン?, Kaze no akōdion) – 3:39 (musica: Michio Kawano, Hiroshi Sasaki)
15. Migikata (右肩?) – 5:04 (musica: Katsuhiko Sugiyama, Yūta Mori)

Edizione C - DVD
1. Selfish (Video musicale)
2. Maeda Atsuko First Live "Seventh Chord" at Zepp Tokyo (parte 2)

Edizione D - CD
Testi di Yasushi Akimoto.
1. Selfish – 3:58 (musica: Taisuke Nakamura)
2. Wagamamana vacance (わがままなバカンス?, Wagamamana bakansu) (musica: Yūsuke Itagaki)
3. Time machine nante iranai (タイムマシンなんていらない?, Taimu mashin nante iranai) – 4:09 (musica: You-me)
4. Sunday Drive – 4:41 (musica: Michio Kawano)
5. Seventh Chord – 4:17 (musica: Jun Watanabe)
6. Tsumetai honoo (冷たい炎?) – 4:08 (musica: Takahiro Yamada)
7. Contact Lens (コンタクトレンズ?, Kontakuto renzu) – 4:01 (musica: Kazunori Watanabe)
8. Kowareta signal (壊れたシグナル?, Kowareta shigunaru) – 4:35 (musica: Motoi Okuda, Kazunori Watanabe)
9. I'm Free – 4:22 (musica: Tatsushi Sugai)
10. Natsukashii hajimete (懐かしい初めて?) – 4:17 (musica: Makoto Wakatabe)
11. Flower – 4:14 (musica: Makoto Wakatabe)
12. Hozue to caffè macchiato (頬杖とカフェ・マキアート?, Hozue to kafe makiāto) – 4:18 (musica: Myu, Teppei Shimizu)
13. Kimi wa boku da (君は僕だ?) – 3:44 (musica: You-me, Hiroshi Sasaki)
14. Kaze no accordion (風のアコーディオン?, Kaze no akōdion) – 3:39 (musica: Michio Kawano, Hiroshi Sasaki)
15. Migikata (右肩?) – 5:04 (musica: Katsuhiko Sugiyama, Yūta Mori)

## Classifiche
| Classifica (2016) | Posizione più alta |
| ----------------- | ------------------ |
| Giappone (Oricon) | 8                  |